# Stien Edlund
Stien Edlund (geboren op 13 augustus 2001) is een Belgische social media influencer, content creator en danseres, voornamelijk bekend van haar succesvolle TikTok-kanaal. Ze heeft een groot online bereik opgebouwd en is uitgegroeid tot een van de meest populaire Belgische influencers. Nu is ze vooral bekend met haar loopvlogs, 'Sunday runday'. Ze inspireert mensen om te bewegen en gezond te leven.

## Biografie
Stien Edlund begon haar carrière in 2016 op sociale media door het posten van dansvideo's op het voormalige Musical.ly. Inmiddels heeft ze meer dan 5 miljoen volgers op TikTok en blijft haar populariteit groeien.
Naast haar online activiteiten runt Edlund haar eigen kledinglijn winkel Avo&Cado, een merk dat ze samen met haar partner Simon Eeraerts oprichtte. In 2018 lanceerde ze haar eigen kledinglijn bij ZEB, een Belgische modeketen. Ze studeerde Communicatiewetenschappen aan UGent en heeft nu haar masterdiploma. Ze is een inspiratiebron voor veel jonge meisjes en moedigt hen aan om zelfverzekerd. Dit doet ze onder andere via haar boeken Be Yourself en My Friends, waarin ze zelfliefde en positiviteit promoot.

## Carrière
Met miljoenen volgers op TikTok en een sterke aanwezigheid op andere platforms zoals Instagram en YouTube, heeft Edlund haar online invloed verder uitgebreid. Haar content richt zich voornamelijk op dans, lifestyle, mode en reizen. Daarnaast werkt ze samen met verschillende merken en neemt ze deel aan diverse media- en entertainmentprojecten.
Stien Edlund is ook te zien in Vloglab. Haar aanwezigheid in de media heeft haar een bredere bekendheid opgeleverd, vooral onder de jongere generatie.
In 2021 vertolkte ze de rol van Stefanie in de film Bittersweet Sixteen die werd geregisseerd door Jan Verheyen, samen met zijn dochter Anna Verheyen.

## Persoonlijk leven
Stien Edlund deelt over haar persoonlijke leven sporadisch informatie met haar volgers. Ze heeft een relatie met Simon Eeraerts, samen hebben ze de kledinglijn Avo&Cado opgericht. Het paar houdt hun privéleven grotendeels uit de publieke schijnwerpers, maar ze zijn vaak samen actief op hun gezamenlijke sociale media kanalen.